# بريميرو دي أغوستو
نادي أول أغسطس (بالفرنسية: Primeiro de Agosto)‏ نادي كرة قدم أنغولي يلعب في دوري الدرجة الممتازة . و يمثل بلادة في بطولات الأندية الأفريقية
اللعبة الشعبية الأولي كرة السلة
اللعبة الشعبية الثانية كرة القدم

## إنجازات فريق كرة القدم
حصل على وصيف بطولة أفريقيا للأندية ابطال الكأس : عام 1998.